# 龙图公案
《龍圖公案》，全稱為《新鐫繡像善本龍圖公案》，明代公案小說，十卷，作者不詳。
《龍圖公案》故事來源很廣，包括多部的明代公案，最主要脫胎於明代萬曆年間的《百家公案》。例如卷三〈殺假僧〉源自《百家公案》卷三十六〈孫寬謀殺董順婦〉。《龍圖公案》卷七〈聿姓走東邊〉，是元雜劇〈救孝子賢母不認屍〉改編。《龍圖公案》是明代最晚出的一部公案小說，可以説是集大成之作，更間接影响清代公案小說的發展。例如卷六〈玉貓〉寫五鼠鬧東京的故事，以及卷七〈桑林陣〉寫仁宗認母的故事，這兩個案子被後來的《三俠五義》所改寫。
《龍圖公案》中的許多案件的偵破，不見得有推理，常常是因為冤魂托夢而得以澄清。《龍圖公案》卷一的〈咬舌扣喉〉更以露骨的文字，書寫性侵的過程。同治七年，江蘇巡撫丁日昌查禁淫詞小說，《龍圖公案》自然首當其衝。